# AIR (录音公司)
Associated Independent Recording (AIR) Studios是一家世界級專業錄音公司。

## 简介
該錄音室由披頭四錄音師乔治·马丁（後來受封為爵士）及其拍檔约翰·巴格斯於1965年創立於英國倫敦。後來公司在1970年代於加勒比海小島蒙特塞拉特上建立另一個錄音室，但在1989年被颶風雨果所摧毀。 
1991年AIR Studios取得位於倫敦北部市郊的Lyndhurst Hall，順由內部空間改建成新的錄音公司（內有多個錄音室），並於1992年12月起開始運作。Lyndhurst Hall也成為AIR Studios主要錄製古典音樂、流行音樂、電影配樂、電視配樂、戲劇對白、遊戲音效與配樂的錄音工程與後製作工程中心。

## 外部連結
- AIR Studios website（页面存档备份，存于）